# 東京多摩郵便局
東京多摩郵便局（とうきょうたまゆうびんきょく）は、東京都府中市にある郵便局である。2007年（平成19年）10月1日（郵政民営化）から2012年（平成24年）9月30日までは、郵便事業株式会社の東京多摩支店であった。
多摩市にある多摩郵便局とよく似た名前だが全く別の郵便局である。

## 概要
住所：〒209-8799　東京都府中市南町4-40-35
- 東京都のうち郵便番号上2桁が19および20の地域（上3桁が202の地域を除く）（多摩地域の一部）の地域区分局業務を行う[1]郵便事業専門の無集配普通郵便局である。
- また、当所は東京都の郵便番号で上3桁が209で始まる唯一の地点で、同時に東京都全域の7桁番号が最大の数字の地点でもある。
- かつては一般客も利用できるATM（武蔵府中郵便局東京多摩局内出張所）が設置されていたが、2007年（平成19年）6月末をもって撤去された。
- 窓口はゆうゆう窓口のみ。

## 沿革
- 1988年（昭和63年）9月5日 - 東京多摩郵便局として開局。
- 2007年（平成19年）10月1日 - 民営化に伴い、郵便事業東京多摩支店と改称。
- 2012年（平成24年）10月1日 - 日本郵便株式会社の発足に伴い、東京多摩郵便局と改称。
- 2015年 5月15日 - 郵便番号の上二桁が18の地域と上三桁が202の地域のゆうパック区分業務が東京北部郵便局に移管された。
- 2015年 8月23日 - 郵便番号の上二桁が18の地域と上三桁が202の地域のゆうパック以外の区分業務が東京北部郵便局に移管された。

## 周辺
- 多摩川
- 読売新聞東京本社府中支局・印刷工場
- 東京都営住宅

## アクセス
- 京王電鉄京王線 中河原駅から徒歩約15分
- 駐車場（5台）